# Stínka (architektura)

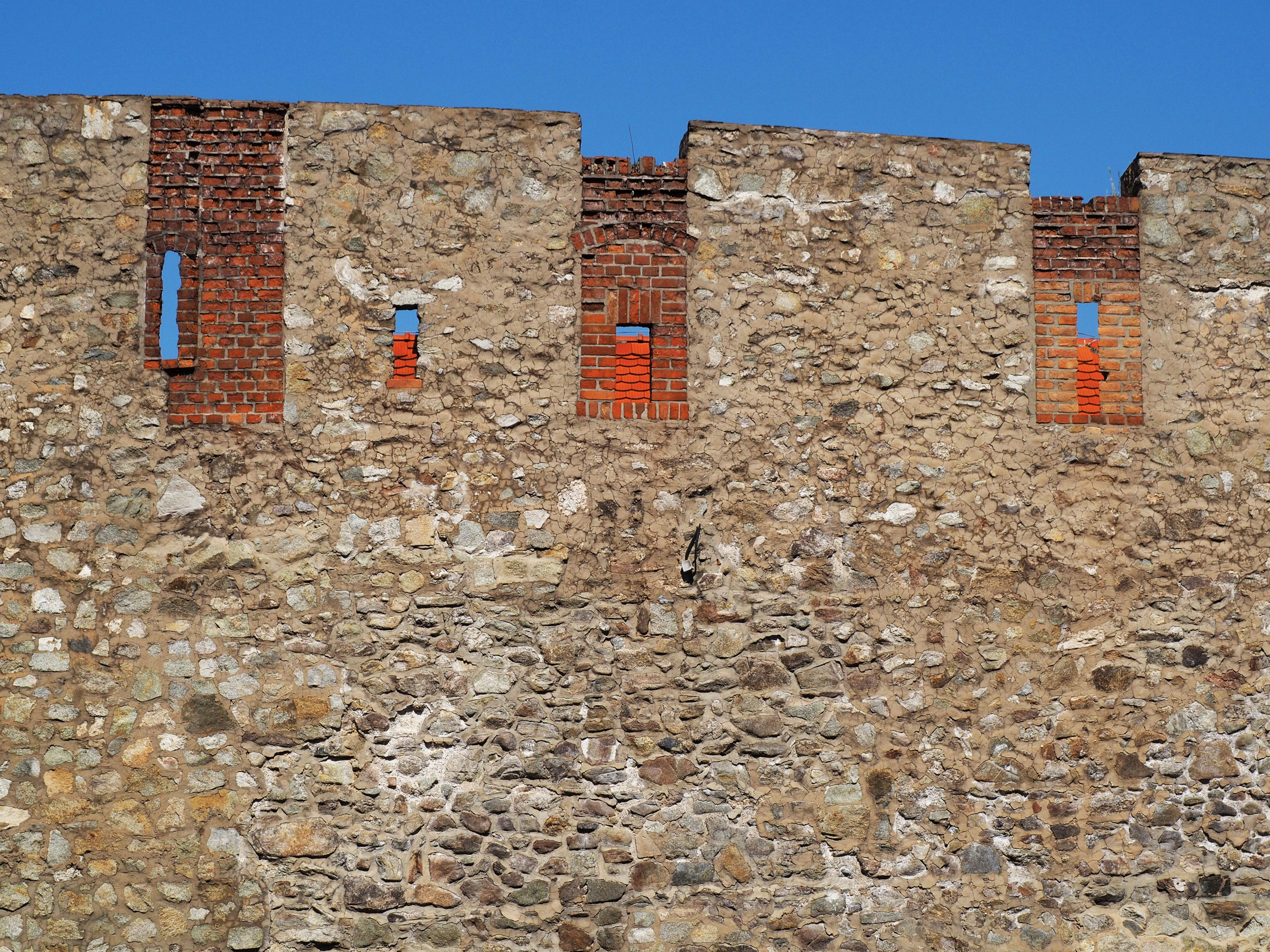
Koruna gotické kamenné západní hradební zdi v Bratislavě. Proluky mezi stínkami byly později opatřeny cihelnými zazdívkami se střílnami. Stav 20220630.

Stínka (také zub, ozub) je zděná čtvercová nebo obdélníková součást cimbuří. Sloužila ke krytí obránců před palbou nepřítele. Stínky byly ukončeny stříškami (z jedné nebo obou stran). Od 14. století byly stínky rozšiřovány a opatřeny střílnou. Mezi stínkami jsou proluky – výhledy, které sloužily k pozorování, palbě z luků, kuší a později z palných zbraní. V období pozdní gotiky a v renesanci se proluky zazdívaly a opatřily štěrbinovými, klíčovými nebo křížovými střílnami.
Výraz stínka se používá v heraldice v popisu znaku. Počet stínek se v heraldickém popisu zpravidla nehlásí, pokud to není významově nutné, rovněž není nutné výslovně hlásit, zda je stínka čtvercová nebo obdélníková.